# Tolleranza inversa
DipendenzaStato medico caratterizzato da ricerca compulsiva di stimoli gratificanti, nonostante le conseguenze negative
Comportamento di dipendenzaComportamento che è al tempo stesso gratificante e di rinforzo
Farmaco-dipendenzaFarmaco che è al tempo stesso gratificante e di rinforzo
TossicodipendenzaStato di adattamento associato a una sindrome di astinenza al momento della cessazione dell'esposizione ripetuta a uno stimolo (ad esempio, l'assunzione di farmaci)
Tolleranza inversa o sensibilizzazione al farmacoEffetto crescente di un farmaco derivante dalla somministrazione ripetuta a una data dose
Sindrome da astinenzaSintomi che si verificano al momento della cessazione del consumo ripetuto di sostanze
Dipendenza fisicaDipendenza che comprende i sintomi persistenti di astinenza fisica-somatico (ad esempio, la fatica e il delirium tremens)
Dipendenza psicologicaDipendenza che comprende i sintomi di astinenza emotivo-motivazionali (ad esempio, disforia e anedonia)
Stimoli rinforzoStimoli che aumentano la probabilità di comportamenti ripetuti associati loro
Stimoli gratificantiStimoli che il cervello interpreta come intrinsecamente positivo o come qualcosa a cui avvicinarsi
SensibilizzazioneRisposta aumentata a uno stimolo derivante dalla ripetuta esposizione a esso
Disturbo da uso di sostanzeCondizione in cui l'uso di sostanze porta a una compromissione funzionale significativa o disagio
TolleranzaDiminuzione dell'effetto di un farmaco dovuto alla somministrazione ripetuta a una data dose
La tolleranza inversa o sensibilizzazione al farmaco è il fenomeno di inversione degli effetti collaterali di una sostanza, la riduzione di sensibilità causata dalla tolleranza al farmaco può essere stabilita o, in alcuni casi, un aumento degli effetti specifici di un singolo farmaco può esistere a fianco di una tolleranza agli altri effetti della stessa sostanza.. Spesso ciò comporta l'uso di farmaci aggiuntivi o l'astinenza da un farmaco per un periodo di tempo, noto come a drug holiday (una vacanza dal farmaco). Tali farmaci comprendono anfetamine e SSRI.
Come risultato, gli utenti regolari possono esperire una lieve diminuzione degli effetti collaterali indesiderati, senza una perdita equivalente delle sue proprietà stimolanti.